# Umberto Utili
Umberto Utili, italijanski general, * 1895, † 1952.